# Straalverbinding

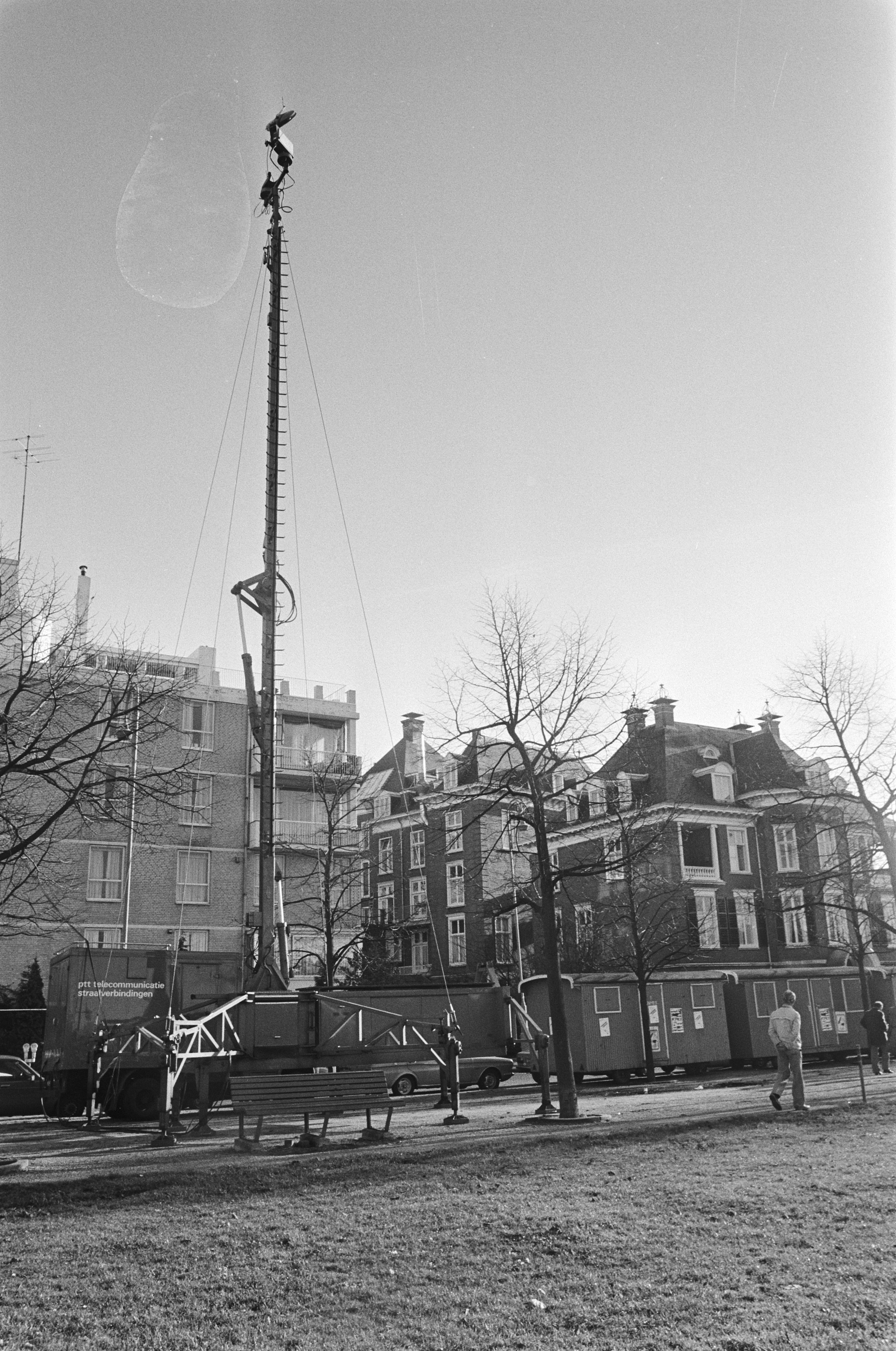
Mobiele PTT-straalzender op het Museumplein te Amsterdam voor televisie reportage in 1981

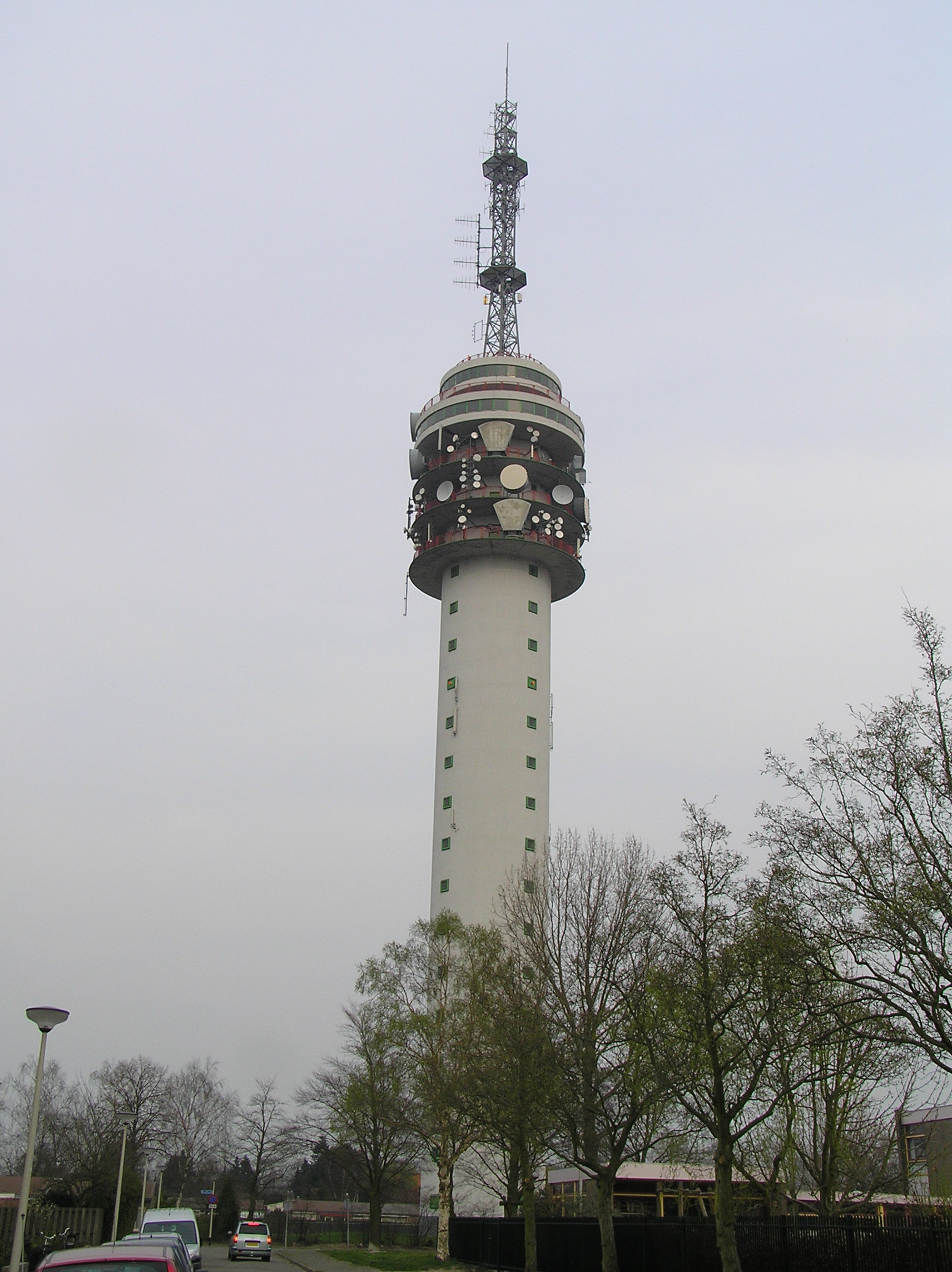
Straalverbindingstoren in Roosendaal, 3 etages vol straalzenders en ontvangers

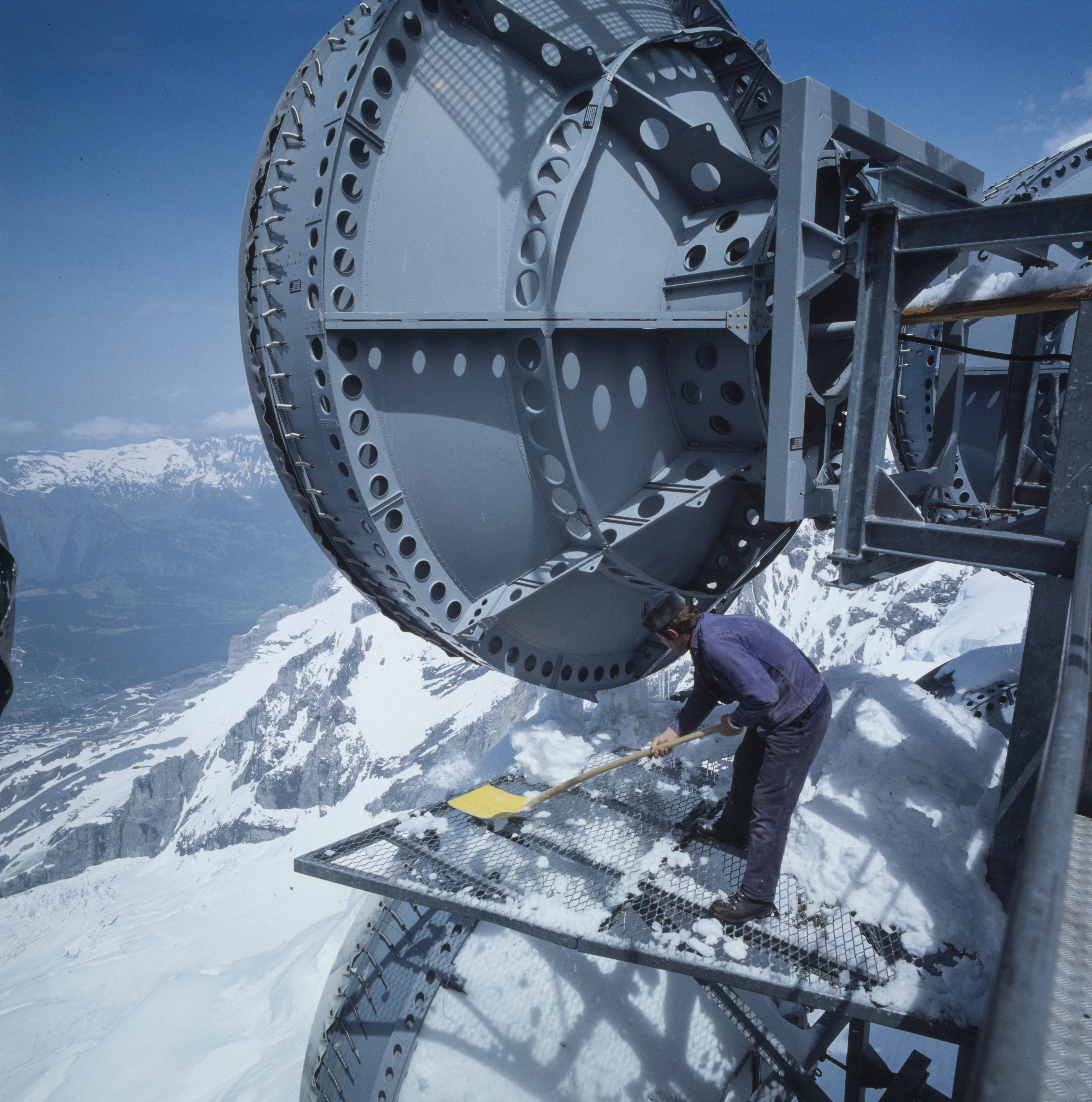
Straalantenne in de Alpen

Een straalverbinding (ook wel microgolfverbinding) is een communicatiesysteem dat een straal radiogolven in het microgolffrequentiegebied gebruikt om video (beeld), audio (geluid) of data (gegevens) tussen twee locaties over te brengen. Daarvoor is het noodzakelijk dat de zendende en ontvangende schotel- of richtantennes precies op elkaar gericht zijn. Er moet vrij zicht zijn tussen de twee radiostations. Door de kromming van het aardoppervlak is het maximale bereik beperkt tot ongeveer 75 kilometer.
Straalverbindingen worden vooral gebruikt voor de overdracht van digitale gegevens, waarbij het mogelijk is om een snelheid in de orde van enkele gigabits per seconde te halen. Een straalverbinding is dan ook een alternatief voor een kabelverbinding. Naast vaste straalverbindingen kunnen ook tijdelijke straalverbindingen worden opgezet, bijvoorbeeld ter gelegenheid van een evenement. Televisie- en radio-omroepen maken vanouds gebruik van deze mogelijkheid om beeld en geluid van een locatie naar hun studio's te verzenden.
Recente Wifi-protocollen en mobiele netwerken zoals 4G en 5G maken gebruik van frequenties (tot ca. 5GHz) die voorheen slechts voor straalverbindingen konden worden gebruikt. Dit zijn geen straalverbindingen; ze werken in alle richtingen en kunnen door muren en vloeren gaan.

## Toepassing en technieken
Straalverbindingen kunnen worden gebruikt op heel wat frequenties. Soms is er een licentie van Agentschap Telecom of BIPT vereist. Een voorbeeld van een protocol gebruikt door telecommunicatiebedrijven is Synchrone digitale hiërarchie (SDH) STM-1 (155 Mb/s).